# Schlegels stormvogel
Schlegels stormvogel (Pterodroma incerta) is een vogel uit de familie van de stormvogels en pijlstormvogels (Procellariidae). Het is een bedreigde, endemische vogelsoort die alleen nog broedt op het onbewoonde eiland Gough bij Tristan da Cunha. De vogel heet in het Nederlands en het Frans naar Hermann Schlegel die de vogel in 1863 beschreef en als toenaam incerta gebruikte, wat zoiets als onzeker betekent (alsof hij twijfels had over de soortstatus).

## Kenmerken
De vogel is 43 cm lang. Het is een middelgrote, fors gebouwde zeevogel, van boven en op de borst egaal chocoladebruin gekleurd. Het onderste deel van de borst en de buik zijn wit en tussen het bruin en het wit is een scherpe afscheiding. De ondervleugel, onderstaartdekveren en anaalstreek zijn bruin. De vogel lijkt op de donsstormvogel (P. mollis), maar deze soort heeft geen egaal bruine ondervleugels, maar enige tekening.

## Verspreiding en leefgebied
Deze zeevogel komt voor in het hele zuiden van de Atlantische Oceaan tussen de 20 en 56° zuiderbreedte, maar is ook aangetroffen in de Indische Oceaan. Het huidige broedgebied is alleen nog het eiland Gough waar de vogel broedt in holen in de veengrond tussen varens op hoogten tussen de 50 en 300 m boven de zeeniveau. Buiten de broedtijd is het een vogel die voornamelijk op pijlinktvissen foerageert in open zee.

## Status
Schlegels stormvogel broedde op Tristan da Cunha en omliggende eilanden. Het verzamelen van de eieren en jongen van deze zeevogels was lang een belangrijke eiwitbron voor de bewoners. In de jaren 1940 nam daardoor de populatie af, in de jaren 1970 waren er nog 100 tot 200 broedparen, maar inmiddels is de vogel daar zeer waarschijnlijk uitgestorven. Op Gough is nog een grote kolonie. Aantalschattingen uit 2012 liggen tussen de 630.000 en 1.100.000 broedparen. Echter, uit onderzoek blijkt dat het broedsucces erg laag is, tussen de 2 en 20% van de jongen vliegt uit. Het blijkt dat de huismuis (Mus musculus) een belangrijke predator op de kuikens is. Schlegels stromvogel heeft dus een zeer klein broedgebied en daardoor is de kans op uitsterven aanwezig. Om deze redenen staat deze soort als bedreigd op de Rode Lijst van de IUCN.